# Кнёпфле, Георг
Георг Кнёпфле (нем. Georg Knöpfle; 16 апреля 1904, Шрамберг — 14 декабря 1987, Гамбург) — немецкий футболист, полузащитник, а также футбольный тренер.

## Первые годы
Кнёпфле родился в 1904 году в семье Маттиаса Кнёпфле (1871—1962) и Кристины Хес (1872—1942) в Шрамберге. Он был четвёртым ребёнком из семи детей в семье. С 1910 по 1918 год он обучался в местной средней школе, после чего изучил профессию механика и работал на часовом заводе Junghans до 1925 года. Здесь же, начиная с девяти лет, Георг начал увлекаться футболом и выступал за молодёжный состав команды «Шрамберг 08».

## Карьера игрока
17 апреля 1926 года Кнёпфле переехал в Фюрт и попал в команду «Гройтер», который в то время возглавлял Уильям Таунли. В июне этого же года ему вместе с клубом удалось одержать победу в чемпионате страны. Положение Кнёпфле в составе было нестабильным, но спустя некоторое время выступлений за дублирующую команду ему удалось выйти на ведущие роли в клубе.

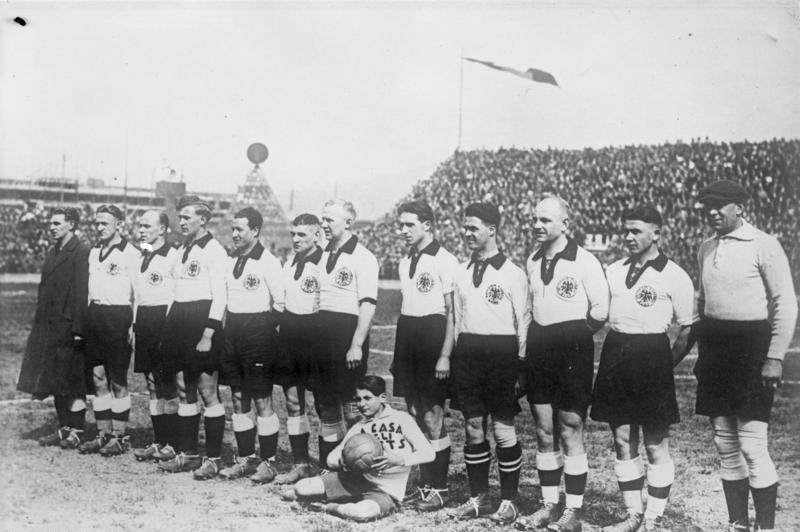
Георг Кнёпфле (третий слева) в составе сборной Германии в матче против команды Италии

Георг мог выступать как на правом, так и на левом флангах полузащиты и обладал незаурядными скоростными качествами, что и побудило тренера сборной Германии Отто Нерца вызвать его на матч с командой Швейцарии, состоявшийся 15 апреля 1928 года в Берне и завершившийся со счётом 3:2 в пользу гостей. После нескольких тестовых игр с английскими и шотландскими профессиональными клубами Кнёпфле был включён в заявку на участие в Олимпийских играх 1928 года в Амстердаме. На Олимпиаде Георг выступил в двух матчах против сборных Швейцарии и Уругвая на позиции правого полузащитника.
Вскоре после этого турнира Кнёпфле перебрался в клуб «Франкфурт», испытывавший проблемы в местном первенстве, связанными с усилением местного «Айнтрахта». В 1932 году им удалось одержать победу в южнонемецком первенстве, одолев в финальном матче «Мюнхен 1860» со счётом 1:0. Единственный гол в этой игре ударом головой забил сам Кнёпфле. На следующий год «Франкфурт» был заявлен в новообразованную Гаулигу «Юго-Запад», но Георг предпочёл завершить профессиональную карьеру. Он и по сей день остаётся обладателем наибольшего количества игр за сборную Германии будучи игроком «Франкфурта».

## Тренерская карьера
Ещё во время выступлений за «Франкфурт» Кнёпфле поступил в высшую школу физической культуры в Берлине и закончил её по специальности «футбольный тренер». В течение трёх месяцев летом в 1932 году он стажировался в гамбургской «Виктории», а после тяжёлой травмы и завершения карьеры игрока сумел попасть в тренерский штаб сборной Германии и поучаствовать в подготовке к Олимпиаде 1936 года. После этого он был назначен директором в брауншвейгскую высшую школу педагогического образования, а затем главой отдела физической культуры брауншвейгского технического университета. В это же время он тренировал местный «Айнтрахт».
Во время Второй мировой войны Кнёпфле продолжил руководить «Айнтрахтом» и в начале сороковых выступал в роли играющего тренера команды. Также он привлекался Нерцем в качестве помощника во время подготовки сборной. В 1948 году после 11 лет в Брауншвейге он перешёл в ганноверскую команду «Арминия». Позже Кнёпфле тренировал клубы «Гамбург», «Бавария» (единственный клуб из которого он был уволен), «Алеманния» (Ахен).
Начиная с 1958 года он тренировал бременский «Вердер» и выиграл с ним в 1961 году первый в истории клуба кубок ФРГ. На следующий год «Вердер» участвовал в Кубке обладателей кубков, где прошёл до четвертьфинала, обыграв датский «Орхус», но уступил будущему победителю «Атлетико Мадрид» в двух матчах 2:4 (1:1; 1:3).
В 1963 году Кнёпфле перешёл в «Кёльн», в состав которого тогда входили будущие легенды клуба Вольфганг Оверат и Вольфганг Вебер, и сразу же выиграл новообразованную Бундеслигу. В Кубке чемпионов он уступил на стадии четвертьфинала «Ливерпулю» по жребию, поскольку и матч, и переигровка завершились вничью. В 1966 году Кнёпфле вернулся в «Гамбург» и стал первым спортивным директором в истории Бундеслиги. После он на некоторое время возглавил команду, а затем перешёл в «Майендорфер», где и завершил свою тренерскую карьеру в 1971 году.

## Семья
Кнёпфле был женат также на уроженке Шрамберга Лауре Абер (1905—2003), от которой он имел двух дочерей и сына. В 1987 году в возрасте 83-х лет он скончался от инфаркта в Гамбурге.

## Память
В 2004 году первый клуб Кнёпфле «Шрамберг 08» назвал в его честь собственный стадион.